# 加部一彦
加部 一彦（かべ かずひこ、1959年 - ）は、日本の小児科医。埼玉医科大学教授。

## 来歴
埼玉県で生まれる。埼玉県立熊谷高等学校、日本大学医学部医学科卒業。
東京都済生会中央病院小児科、東京女子医科大学病院小児科、母子愛育会付属愛育病院新生児科などを経て、埼玉医科大学総合医療センター小児科総合周産期母子医療センター新生児科教授。

## 著書
- 最新版らくらくあんしん0～6才の病気とホームケア
- あの日とっても小さな赤ちゃんに泣いた笑った-わが子たちのNICU入院体験記